# Chiesa in Valmalenco
Chiesa in Valmalenco település Olaszországban, Sondrio megyében. Lakosainak száma 2314 fő (2023. január 1.). Chiesa in Valmalenco Buglio in Monte, Caspoggio, Lanzada, Torre di Santa Maria, Sils im Engadin/Segl, Bregaglia és Val Masino községekkel határos.

## Népesség
A település népességének változása:
| Lakosok száma | 2496 | 2482 | 2314 |
|               | 2017 | 2018 | 2023 |